# Glen Muirhead
Glen Muirhead (* 10. April 1989 in Perth) ist ein schottischer Curler. Seit der Saison 2018/19 spielt er als Skip.

## Karriere
Muirhead begann seine internationale Karriere bei der Juniorenweltmeisterschaft 2007 als Second im schottischen Team um Logan Gray; die Mannschaft kam auf den sechsten Platz. Im gleichen Jahr spielte er als Second im Team seines Vaters Gordon Muirhead bei der Mixed-Europameisterschaft; die Schotten kamen auch hier auf den sechsten Platz. Es folgen zwei neunte Plätze bei den Juniorenweltmeisterschaften 2008 (als Skip) und 2009 (als Ersatzspieler im Team von Graeme Black).
Bei seiner ersten Europameisterschaft der Erwachsenen 2011 war er Third unter Skip David Murdoch und wurde Fünfter. Die erste Weltmeisterschaftsteilnahme folgte 2014 als Ersatzspieler im Team von Ewan MacDonald.
Seit 2014 spielt er als Third im Team von Tom Brewster und bei internationalen Großereignissen auch als Ersatzspieler im Team von Kyle Smith. Mit diesem Team gewann er 2017 die Silbermedaille bei der Europameisterschaft 2017 in St. Gallen; im Finale unterlag die schottische Mannschaft dem Team aus Schweden mit Niklas Edin. Ein Jahr zuvor war er mit Tom Brewster bei der Europameisterschaft 2016 und wurde dort Sechster. Mit dem Team Brewster hat er auch an der Weltmeisterschaft 2016 teilgenommen; die Schotten kam auf den siebten  Platz.
Muirhead vertrat als Ersatzspieler mit seinen Teamkollegen (Skip: Kyle Smith, Third: Thomas Muirhead, Second: Kyle Waddell, Lead: Cameron Smith) Großbritannien bei den Olympischen Winterspielen 2018. Nach fünf Siegen und vier Niederlagen in der Round Robin stand seine Mannschaft zusammen mit der Schweiz auf einem geteilten vierten Platz und musste für den Einzug in die Finalrunde einen Tie-Breaker gegen das Team von Peter de Cruz spielen. Die Briten unterlagen den Schweizern mit 5:9 und schlossen damit das olympische Turnier auf dem fünften Platz ab.
Seit der Saison 2018/19 spielt er als Skip mit Kyle Smith als Third, Thomas Muirhead als Second und Cameron Smith als Lead.

## Privatleben
Glen Muirhead ist der Sohn des britischen Curlers Gordon Muirhead, der beim Demonstrationswettbewerb bei den Olympischen Winterspielen 1992 in Albertville mit seinem Team den fünften Platz belegte. Sein jüngerer Bruder Thomas spielt im Team von Kyle Smith und seine jüngere Schwester Eve ist eine sehr erfolgreiche Curlerin, u. a. Weltmeisterin und zweifache Europameisterin.